# Dolphin IV
Die Dolphin IV war ein seit 1979 zwischen Florida und der Karibik eingesetztes Kreuzfahrtschiff, das 1956 als Linienpassagierschiff unter dem Namen Zion in Dienst gestellt worden war. Die Dolphin IV blieb bis September 2000 in Fahrt und wurde 2003 in Indien abgewrackt.

## Geschichte

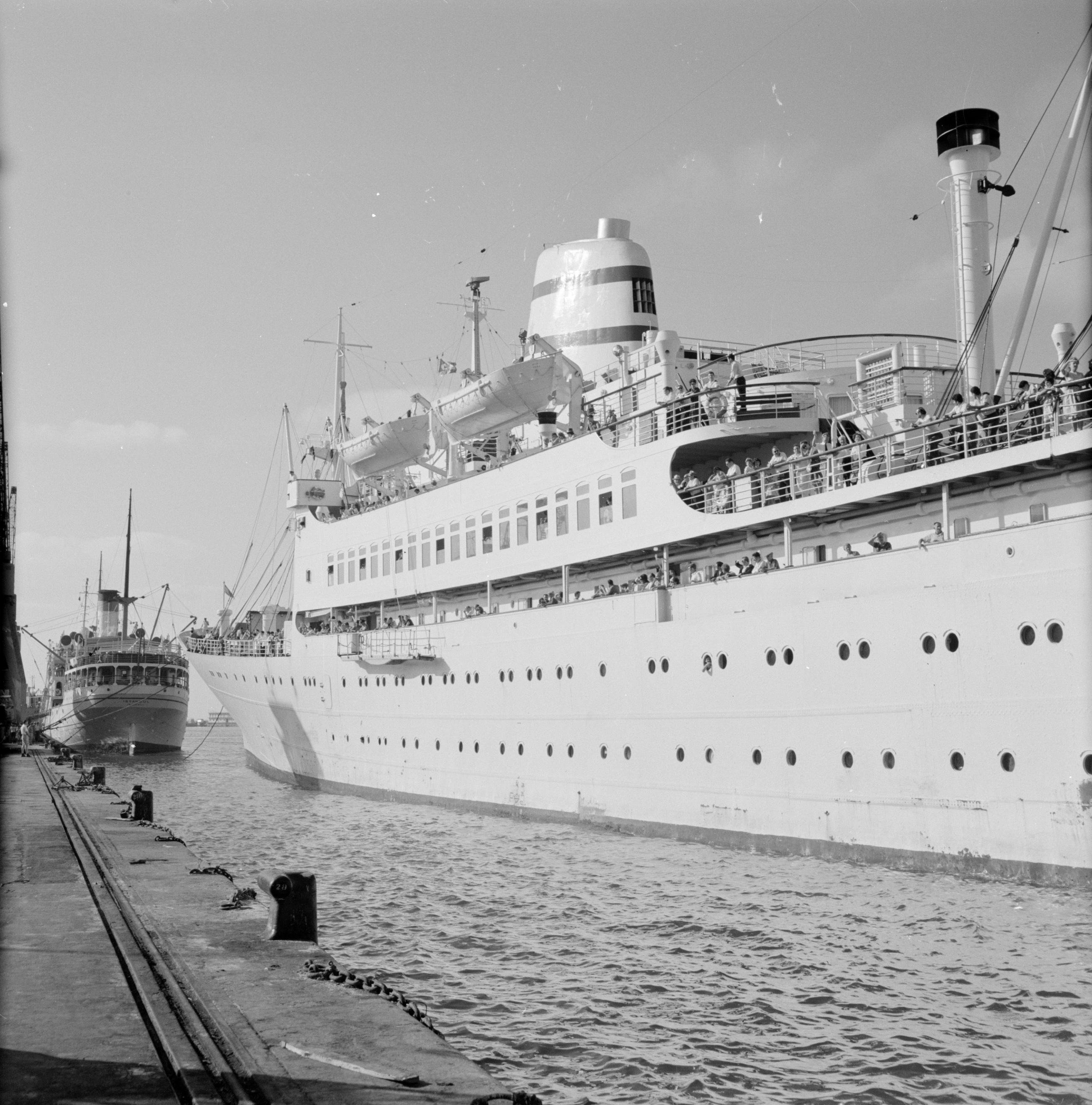
Die Zion beim Anlegen in Haifa (1964)

Die Zion entstand in der Deutschen Werft in Hamburg. Sie war eine gemäß Luxemburger Abkommen erstellte Reparationsleistung der Bundesrepublik Deutschland an Israel und wurde daher auch auf Kosten der deutschen Regierung gebaut. Das Schiff lief am 19. Juli 1955 vom Stapel. Die Ablieferung nach Israel und die Indienststellung auf der Strecke von Haifa nach New York erfolgte am 12. Februar 1956. Die von der Reederei ZIM Lines betriebene Zion hatte mit der bereits 1955 fertiggestellten und 1974 in Spanien abgewrackten Israel ein baugleiches Schwesterschiff.
1966 wurde das Schiff unter dem Namen Amelia De Melo nach Portugal verkauft und dort von der Sociedade Geral de Comércio, Indústria e Transportes zwischen Lissabon, Westafrika und den im Atlantik befindlichen Inseln (unter anderem Madeira) eingesetzt. Nach der Unabhängigkeit ehemaliger portugiesischer Kolonien wurde der Dienst 1971 eingestellt.
1972 ging die Amelia De Melo als Ithaca an einen Eigner in Griechenland, der sie für den Kreuzfahrtbetrieb umbauen ließ. Das nun von der Ulysses Line betriebene Schiff bot Reisen im Mittelmeer an und wurde zwischen 1973 und 1976 von Thomson Cruises in Großbritannien vermarktet.
1979 erhielt die Ithaca den neuen Namen Dolphin IV und war zwischen Florida und der Karibik im Einsatz. 1984 ging das Schiff an die eigens hierfür gegründete Dolphin Cruise Line, die später mit weiteren Kreuzfahrtschiffen aus den 1950er Jahren expandierte. Nach der Fusion der Dolphin Cruise Line mit Festival Cruises im Jahr 1997 wurde die Dolphin IV 1998 verkauft und fortan von der Cape Canaveral Cruise Line zwischen Port Canaveral und den Bahamas betrieben.
Nach technischen Problemen wurde die Dolphin IV im September 2000 nach 44 Dienstjahren ausgemustert. 2003 erfolgte der Abbruch des Schiffes im indischen Alang.